# Cladiella krempfi
Cladiella krempfi is een zachte koraalsoort uit de familie Alcyoniidae. De koraalsoort komt uit het geslacht Cladiella. Cladiella krempfi werd in 1919 voor het eerst wetenschappelijk beschreven door Hickson. 